# Semper fidelis
Semper fidelis is een Latijnse spreuk die "altijd trouw" betekent. Het wordt als motto gebruikt door diverse organisaties en instellingen.

## De stad Exeter
De stad Exeter, Devon (Engeland), nam de spreuk aan als motto in 1588. Het motto staat symbool voor de trouw van de stad aan de Engelse Kroon, en werd door koningin Elizabeth I voorgesteld in een brief aan "The Citizens of Exeter" (de burgers van Exeter), uit erkentelijkheid voor een geldelijke gift aan de vloot die de Spaanse Armada versloeg.
Het werd tevens gevoerd door diverse oorlogsschepen van de Engelse Koninklijke Marine genaamd HMS Exeter, die naar de stad vernoemd zijn.

## The Devonshire (nu Devon & Dorset) Regiment – 11th of foot – the Rifle Volunteers
Het Engelse Infanterieregiment "The Devonshire Regiment" (Tegenwoordig "The Devon & Dorset Light Infantry Regiment") stond ook wel bekend als "The Bloody Eleventh". Ze waren jarenlang gestationeerd in Exeter.

## De stad Lviv
De woorden werden gebruikt door de Galicische stad Lemberg, het huidige Lviv in Oekraïne, in 1658 door Paus Alexander VII, toen hij de sleutelrol van de stad in het verdedigen tegen een mosliminvasie erkende. In hetzelfde jaar stemde de Sejm (lagerhuis) van Polen-Litouwen over de Semper fidelis Poloniae-wet. Opvallend genoeg hebben zowel Exeter als Lviv een kasteel met drie torens op hun wapenschild prijken. Dit schijnt echter op puur toeval te berusten.
Vandaag de dag wordt in Polen de spreuk vooral in verband gebracht met de Pools-Oekraïense schermutselingen na de val van Oostenrijk-Hongarije, en meer specifiek met de Pools-Russische oorlog (1919-1921). In Oekraïne wordt de spreuk minder gebezigd, en verwijst ze naar de voortbestaan van de Oekraïense Kerk gedurende de periode van bezetting door de Sovjet-Unie.

## United States Marine Corps
Het korps mariniers van de Verenigde Staten hanteert semper fidelis sinds 1883 als motto. Voordat semper fidelis werd ingevoerd waren er drie motto's, waaronder Fortitudine (met moed), daterend van de oorlog van 1812; By land, by sea was een verwijzing naar de Britse Koninklijke Marine, die Per mare, per terram hanteerde, en tot 1843 was er ook het motto To the Shores of Tripoli.
Het motto staat symbool voor de opdracht dat individuele mariniers verwacht worden om loyaliteit te bezitten jegens het korps en land en jegens hun medesoldaten, voor de rest van hun dagen en erna. Dit betekent in de praktijk voor hen dat ze elkaar niet verraden, elkaar niet in de steek laten en niemand achterlaten in de oorlogszone. Mariniers korten de spreuk dikwijls af tot Semper Fi.
Semper fidelis is ook de titel van een officiële mars van het United States Marine Corps, gecomponeerd door John Philip Sousa in 1889. Sousa was dirigent van de United States Marine Band ("The President's Own"). Er zijn diverse liederen geschreven op deze mars.

## Cadettencorps
Het Cadettencorps is een vereniging in Breda opgericht door Cadetten aan de Koninklijke Militaire Academie (KMA). Het is een vereniging die allerlei activiteiten organiseert, maar tevens een van de drie pijlers van de opleiding van de Cadetten is.
Het Cadettencorps hanteert het motto 'Semper Fidelis' vermoedelijk sinds halverwege de 19de eeuw. Rond 1830 (na de oprichting van de KMA in 1828) werden er al allerlei verenigingen opgericht,  het heeft toen echter nog een aantal jaar geduurd voordat hier vorm aan werd gegeven als het Cadettencorps met het bijpassende motto.
Semper Fidelis is hedendaags nog steeds het motto van het Cadettencorps. De Senatoren en (de vijf bestuurders van het Cadettencorps) de illustere Senatoren gebruiken dit motto tevens onderaan elke brief. Dit geldt tevens voor de Chef du Protocol en illusteren Chefs du Protocol.
Overigens heeft roeivereniging Dudok (gevestigd op de KMA), mede onder druk van het cadettencorps, een van de roeiboten genoemd naar deze spreuk.

## Studentenverenigingen
De NSV! is een rechtse studentenvereniging die de Vlaamse onafhankelijkheid nastreeft. De NSV! bestaat sinds 1976 en is actief in alle grote studentensteden van Vlaanderen. De vereniging draagt grijze petten, zwart-wit-rode linten en hanteert het motto 'Semper Fidelis!', soms ook afgekort naar 'SF!'.
In Gouda is onder de naam 'Semper Fidelis' een christelijke studentenvereniging actief, opgericht in 2013. In tegenstelling tot een eerdere Goudse studentenvereniging 'Mozaïek' is zij geen vereniging binnen de Driestar Hogeschool, maar heeft wel een band met o.a. de hogeschool van Gouda.